# كاثلين شانون
كاثلين شانون هي مخرجة كندية، ولدت في 1935 في فانكوفر في كندا، وتوفيت في 9 يناير 1998 بسبب سرطان الرئة.